# Micromia ectocosma
Tripteridia ectocosma là một loài bướm đêm trong họ Geometridae.